# Chen Peisi
Chen Peisi (陈佩斯S, Chén PèisīP; Changchun, 1º febbraio 1954) è un attore cinese.
È figlio dell'attore Chen Qiang. In occasione del centenario della nascita dell'industria cinematografica in Cina nel 2005, la China Film Performance Art Academy lo ha inserito nella lista dei "100 migliori attori in 100 anni di cinema cinese".